# Picha Autra
Picha Autra (tiếng Thái: พิชา อุทรา, sinh ngày 7 tháng 1 năm 1996), là một cầu thủ bóng đá người Thái Lan thi đấu ở vị trí tiền vệ tấn công cho câu lạc bộ Giải bóng đá Ngoại hạng Thái Lan Muangthong United.

## Sự nghiệp quốc tế
Anh đoạt chức vô địch Bóng đá tại Đại hội Thể thao Đông Nam Á 2017 cùng với U-23 Thái Lan. Anh tham dự Giải vô địch bóng đá U-23 châu Á 2018 ở Trung Quốc.

## Bàn thắng quốc tế

### U-23
| Picha U-Tra – bàn thắng cho U-23 Thái Lan | Picha U-Tra – bàn thắng cho U-23 Thái Lan | Picha U-Tra – bàn thắng cho U-23 Thái Lan | Picha U-Tra – bàn thắng cho U-23 Thái Lan | Picha U-Tra – bàn thắng cho U-23 Thái Lan | Picha U-Tra – bàn thắng cho U-23 Thái Lan | Picha U-Tra – bàn thắng cho U-23 Thái Lan       | Picha U-Tra – bàn thắng cho U-23 Thái Lan |
| #                                         | Ngày                                      | Địa điểm                                  | Đối thủ                                   | Tỷ số                                     | Kết quả                                   | Giải đấu                                        |                                           |
| ----------------------------------------- | ----------------------------------------- | ----------------------------------------- | ----------------------------------------- | ----------------------------------------- | ----------------------------------------- | ----------------------------------------------- | ----------------------------------------- |
| 1.                                        | 21 tháng 7 năm 2017                       | Băng Cốc, Thái Lan                        | Malaysia                                  | 3–0                                       | 3–0                                       | Vòng loại giải vô địch bóng đá U-23 châu Á 2018 |                                           |
| 2.                                        | 20 tháng 8 năm 2017                       | Selayang, Malaysia                        | Campuchia                                 | 1–0                                       | 3–0                                       | Đại hội Thể thao Đông Nam Á 2017                |                                           |
| 3.                                        | 24 tháng 8 năm 2017                       | Selayang, Malaysia                        | Việt Nam                                  | 2–0                                       | 3–0                                       | Đại hội Thể thao Đông Nam Á 2017                |                                           |

## Danh hiệu

### Quốc tế
U-23 Thái Lan
- Sea Games  Huy chương Vàng (1); 2017